# Locarno Festival 2022
La 75ª edizione del Locarno Film Festival si è svolta a Locarno dal 3 al 13 agosto 2022.
Il Festival del 2022 è stato presentato con la conferenza stampa che si è tenuta a Berna il 6 luglio 2022.

## Selezione ufficiale

### Concorso internazionale
- Declaration (Ariyippu), regia di Mahesh Narayanan (India)
- Sermon to the Fish (Balıqlara xütbə), regia di Hilal Baydarov (Azerbaigian, Messico, Svizzera, Turchia)
- Bowling Saturne, regia di Patricia Mazuy (Francia, Belgio)
- De noche los gatos son pardos, regia di Valentin Merz (Svizzera)
- Gigi la legge, regia di Alessandro Comodin (Italia, Francia, Belgio)
- Tales of the Purple House (Hikayat elbeit elorjowani), regia di Abbas Fahdel (Iraq)
- Human Flowers of Flesh, regia di Helena Wittmann (Francia, Germania)
- Il pataffio, regia di Francesco Lagi (Italia)
- Matter Out of Place, regia di Nikolaus Geyrhalter (Austria)
- Nação Valente, regia di Carlos Conceição (Portogallo, Angola)
- Piaffe, regia di Ann Oren (Germania)
- Regra 34, regia di Julia Murat (Brasile, Francia)
- Serviam - Ich will dienen, regia di Ruth Mader (Austria)
- Fairytale - Una fiaba (Skazka), regia di Aleksandr Sokurov (Russia)
- Stella est amoureuse, regia di Sylvie Verheyde (Francia)
- Stone Turtle, regia di Woo Ming Jin (Malaysia)
- Tengo sueños eléctricos, regia di Valentina Maurel (Belgio, Francia, Costa Rica)

### Concorso Cineasti del presente
- A Perfect Day for Caribou, regia di Jeff Rutherford (Stati Uniti d'America)
- Arnon pen nakrian tuayang, regia di Sorayos Prapapan (Thailandia, Singapore, Francia, Paesi Bassi, Filippine)
- Astrakan, regia di David Depesseville (Francia)
- Before I Change My Mind, regia di Trevor Anderson (Canada)
- Den siste våren, regia di Franciska Eliassen (Norvegia)
- Fragments From Heaven, regia di Adnane Baraka (Marocco, Francia)
- Love Dog, regia di Bianca Lucas (Polonia, Messico, Stati Uniti)
- Matadero, regia di Santiago Fillol (Argentina)
- Nossa Senhora da Loja do Chinês, regia di Ery Claver (Angola)
- Petites, regia di Julie Lerat-Gersant (Francia)
- Petrol, regia di Alena Lodkina (Australia)
- Sigurno mjesto, regia di Juraj Lerotić (Croazia)
- Svetlonoc, regia di Tereza Nvotová (Slovacchia, Repubblica Ceca)
- Yak Tam Katia?, regia di Christina Tynkevych (Ucraina)
- É Noite na América, regia di Ana Vaz (Italia, Francia, Brasile)

### Pardi di domani

#### Concorso Internazionale
- AirHostess-737, regia di Thanasis Neofotistos (Grecia)
- At Little Wheelie Three Days Ago, regia di Andrew Stephen Lee (Stati Uniti d'America)
- Buurman Abdi, regia di Douwe Dijkstra (Paesi Bassi)
- Castells, regia di Blanca Camell Galí (Francia, Spagna)
- Dancing Colors, regia di M. Reza Fahriyansyah (Indonesia)
- Daron, Daron Colbert, regia di Kevin Steen (Stati Uniti d'America)
- Faccia di cuscino, regia di Saverio Cappiello (Italia)
- Hardly Working, regia di Total Refusal (Austria)
- L'Enfant au diamant, regia di Pierre Edouard Dumora (Francia)
- L'Ombre des papillons, regia di Sofia El Khyari (Francia, Portogallo, Qatar, Marocco)
- Lake of Fire, regia di NEOZOON (Germania)
- Lopte, regia di Gorana Jovanović (Serbia, Slovenia)
- Luna que se quiebra sobre la tiniebla de mi soledad, regia di Lucila Mariani (Argentina)
- Madar tamame rooz doa mikhanad, regia di Hoda Taheri (Germania)
- Mini-mini-pokke no okina niwa de, regia di Yuki Yoko (Giappone)
- Misaligned, regia di Marta Magnuska (Polonia, Lettonia)
- Money and Happiness, regia di Ana Nedeljkovic, Nikola Majdak Jr (Serbia, Slovenia, Slovacchia)
- Mulika, regia di Maisha Maene (Repubblica Democratica del Congo)
- Soberane, regia di Wara (Cuba)
- Tiger Stabs Tiger, regia di Shen Jie (Cina)

#### Concorso nazionale
- Brandon Roi, regia di 	Romain Jaccoud (Svizzera)
- Der Molchkongres, regia di Matthias Sahli, Immanuel Esser (Svizzera)
- Euridice, Euridice, regia di Lora Mure-Ravaud (Svizzera, Francia)
- Fairplay, regia di Zoel Aeschbacher (Svizzera)
- Heart Fruit, regia di Kim Allamand (Svizzera)
- Heartbeat, regia di Michèle Flury (Svizzera)
- I'm the Only One I Wanna See, regia di Lucia Martinez Garcia (Svizzera)
- Les Dieux du supermarché, regia di Alberto Gonzalez Morales (Svizzera)
- Limite, regia di Simon de Diesbach (Svizzera)
- Serafina, regia di Noa Epars, Anna Simonetti (Svizzera)

#### Corti d'autore
- Asterión, regia di Francesco Montagner (Repubblica Ceca, Slovacchia)
- Au crépuscule, regia di Miryam Charles (Canada)
- Big Bang, regia di Carlos Segundo (Francia, Brasile)
- Chant pour la ville enfouie, regia di Nicolas Klotz, Elisabeth Perceval (Francia)
- Il faut regarder le feu ou brûler dedans, regia di Caroline Poggi, Jonathan Vinel (Francia)
- Paradiso, XXXI, 108, regia di Kamal Aljafari (Palestina, Germania)
- Poitiers, regia di Jérôme Reybaud 	(Francia)
- Rien ne sera plus comme avant, regia di Elina Löwensohn (Francia)
- Songy Seans, regia di Darezhan Omirbaev (Kirghizistan, Kazakistan)
- Tako se je končalo poletje, regia di Matjaž Ivanišin (Slovenia, Ungheria, Italia)

#### Evento speciale
- Let's make something (Mano destra, Mano sinistra, Limes, Ci andavo in bicicletta, Lorem Ipsum, Buio, Virilio/Brecht, Nido di Pietra, La visita, Happy Homes, Sonnenstube, The Fortunates, Please make it work), regia di Younes Ben Slimane, Caterina Biasiucci, Matilde Casari, Ben Donateo, María Silvia Esteve, Antonio Valerio Frascella, Reto Gelshorn, Maria Giménez Cavallo, Agnese Làposi, Davide Palella, Moona Pennanen, Daniel Soares (Svizzera)

### Piazza Grande

#### Anteprima
- Manodopera (Interdit aux chiens et aux Italiens), regia di Alain Ughetto (Francia, Italia, Svizzera, Portogallo) - proiettato il 2 agosto

#### Concorso
- Bullet Train, regia di David Leitch (Stati Uniti d'America) - film di apertura
- Annie Colère, regia di Blandine Lenoir (Francia)
- Delta, regia di Michele Vannucci (Italia)
- Home of the Brave, regia di Laurie Anderson (Stati Uniti d'America, 1986)
- Lo specchio della vita (Imitation of Life), regia di Douglas Sirk (Stati Uniti d'America, 1959)
- Last Dance, regia di Delphine Lehericey (Svizzera, Belgio)
- Medusa Deluxe, regia di Thomas Hardiman (Regno Unito)
- My Neighbor Adolf, regia di Leonid Prudovsky (Israele, Polonia, Colombia)
- Paradise Highway, regia di Anna Gutto (Stati Uniti, Germania, Svizzera)
- Piano piano, regia di Nicola Prosatore (Italia)
- Printed Rainbow, regia di Gitanjali Rao (India)
- Semret, regia di Caterina Mona (Svizzera)
- Vagone letto per assassini (Compartiment tueurs), regia di Costa-Gavras (Francia, 1965)
- Une femme de notre temps, regia di Jean-Paul Civeyrac (Francia)
- Vous n'aurez pas ma haine, regia di Kilian Riedhof (Germania, Francia, Belgio)
- La ragazza della palude (Where the Crawdads Sing), regia di Olivia Newman (Stati Uniti d'America)
- Alles über Martin Suter. Ausser die Wahrheit, regia di André Schäfer (Svizzera, Germania) - film di chiusura

### Fuori concorso
- Candy Land, regia di John Swab (Stati Uniti d'America)
- Erica Jong - Breaking the Wall, regia di Kaspar Kasics (Svizzera)
- La dérive des continents (au sud), regia di Lionel Baier (Svizzera, Francia)
- Lola, regia di Andrew Legge (Irlanda, Regno Unito)
- Nuit obscure - Feuillets sauvages (Les brûlants, les obstinés), regia di Sylvain George (Francia, Svizzera)
- Objectos de Luz, regia di Acácio de Almeida, Marie Carré (Portogallo)
- Onde Fica Esta Rua? ou Sem Antes Nem Depois, regia di João Pedro Rodrigues, João Rui Guerra da Mata (Portogallo, Francia)
- Prisma, regia di Ludovico Bessegato (Italia)
- Prologos, regia di Mantas Kvedaravičius (Lituania, Grecia)
- W, regia di Anna Eriksson (Finlandia)

### Open Doors
Sezione non competitiva che presenta una selezione di film dell'universo cinematografico e culturale di paesi dell'America Latina e dei Caraibi.

#### Open Doors Screenings
- 90 minutos, regia di Aeden O'Connor Agurcia (Honduras)
- Ayiti mon amour, regia di Guetty Felin (Haiti, Stati Uniti)
- La opción cero, regia di Marcel Beltrán (Brasile, Cuba, Colombia)
- Medea, regia di Alexandra Latishev Salazar (Costa Rica, Cile)
- Right Near the Beach, regia di Gibrey Allen (Stati Uniti, Giamaica)
- Roza, regia di Andres Rodríguez (Guatemala, Messico)
- Todos los peces, regia di Brenda Vanegas (El Salvador)
- Una película sobre pareja, regia di Natalia Cabral, Oriol Estrada (Repubblica Dominicana)

#### Open Doors Short Films Screenings
- Agwe, regia di Samuel Frantz Suffren (Haiti)
- Black Doll, regia di Akley Olton (Saint Vincent e Grenadine)
- Hojas de K., regia di Gloria Carrión (Nicaragua, Costa Rica)
- Liremu Barana, regia di Elvis Caj Cojoc (Guatemala, Norvegia)
- Negra soy, regia di Laura Bermúdez (Honduras)
- Out of many, regia di Rebecca Williams (Giamaica)
- Scars of Our Mothers' Dreams, regia di Meschida Philip (Grenada)
- Techos Rotos, regia di Yanillys Pérez (Repubblica Dominicana)
- Tundra, regia di José Luis Aparicio Ferrera (Cuba)
- Umbra, regia di Daniela Muñoz Barroso (Cuba)

### Histoire(s) du Cinéma
- Giglio infranto (Broken Blossoms), regia di David Wark Griffith (Stati Uniti d'America, 1919)
- City of Ghosts, regia di Matt Dillon (Stati Uniti d'America, 2002)
- Giorno della disperazione (O dia do desespero), regia di Manoel de Oliveira (Portogallo, Francia, 1992)
- Die letzten Heimposamenter, regia di Yves Yersin, Eduard Winiger (Svizzera, 1973)
- Drugstore Cowboy, regia di Gus Van Sant (Stati Uniti d'America, 1989)
- Scappa - Get Out (Get Out), regia di Jordan Peele (Stati Uniti d'America, 2017)
- Heart of a Dog, regia di Laurie Anderson (Stati Uniti d'America, Francia, 2015)
- Meek's Cutoff, regia di Kelly Reichardt (Stati Uniti d'America, 2010)
- Night Moves, regia di Kelly Reichardt (Stati Uniti d'America, 2013)
- Animali notturni (Nocturnal Animals), regia di Tom Ford (Stati Uniti d'America, 2016)
- Nos vies privées, regia di Denis Côté (Canada, 2007)
- Las mujeres panteras, regia di René Cardona (Messico, 1967)
- Pond Life, regia di Bill Buckhurst (Regno Unito, 2018)
- Il 13º uomo (Un homme de trop), regia di Costa-Gavras (Francia, Italia, 1967)
- Split, regia di M. Night Shyamalan (Stati Uniti d'America, 2016)
- Tempo d'amarsi, regia di Elio Ruffo (Italia, 1955)
- Das Geschriebene Gesicht, regia di Daniel Schmid (Svizzera, Giappone, 1995)

### Retrospettiva
La retrospettiva è stata dedicata al regista statunitense Douglas Sirk, a 35 anni dalla sua scomparsa.

#### Douglas Sirk
- Dreimal Ehe, regia di Douglas Sirk (Germania, 1935)
- Uno scandalo a Parigi (A Scandal in Paris), regia di Douglas Sirk (Stati Uniti, 1946)
- Tempo di vivere (A Time to Love and a Time to Die), regia di Douglas Sirk (Stati Uniti, 1958)
- Accordo finale (Accord final), regia di Ignacy Rosenkranz e Douglas Sirk (non accreditato) (Francia, Svizzera, 1938)
- Desiderio di donna (All I Desire), regia di Douglas Sirk (Stati Uniti, 1953)
- Secondo amore (All That Heaven Allows), regia di Douglas Sirk (Stati Uniti, 1955)
- Aprile, aprile (April, April!), regia di Douglas Sirk (Germania, 1935)
- Inno di battaglia (Battle Hymn), regia di Douglas Sirk (Stati Uniti, 1957)
- Boefje, regia di Douglas Sirk (Paesi Bassi, 1939)
- Bourbon Street Blues, regia di Douglas Sirk (Germania, 1979)
- Il ribelle d'Irlanda (Captain Lightfoot) , regia di Douglas Sirk (Stati Uniti, 1955)
- Il concerto di corte (Das Hofkonzert), regia di Douglas Sirk (Germania, 1936)
- La ragazza di Moorhof (Das Mädchen vom Moorhof), regia di Douglas Sirk (Germania, 1935)
- Der eingebildete Kranke, regia di Douglas Sirk (Germania, 1935)
- Felicità perduta (Dreiklang), regia di Hans Hinrich (Germania, 1938)
- Il capitalista (Has Anybody Seen My Gal?), regia di Douglas Sirk (Stati Uniti, 1952)
- Il pazzo di Hitler (Hitler's Madman), regia di	Douglas Sirk (Stati Uniti, 1943)
- Interludio (Interlude), regia di Douglas Sirk (Stati Uniti, 1957)
- Habanera (La Habanera), regia di Douglas Sirk (Germania, 1937)
- Lo sparviero di Londra (Lured), regia di Douglas Sirk (Stati Uniti, 1947)
- Magnifica ossessione (Magnificent Obsession), regia di Douglas Sirk (Stati Uniti, 1954)
- Incontriamoci alla fiera (Meet Me at the Fair), regia di Douglas Sirk (Stati Uniti, 1953)
- Il sottomarino fantasma (Mystery Submarine), regia di Douglas Sirk (Stati Uniti, 1950)
- Non c'è posto per lo sposo (No Room for the Groom), regia di Douglas Sirk (Stati Uniti, 1952)
- La nona sinfonia (Schlußakkord), regia di Douglas Sirk (Germania, 1936)
- Fiori nel fango (Schockproof), regia di Douglas Sirk (Stati Uniti, 1949)
- Il re dei barbari (Sign of the Pagan), regia di Douglas Sirk (Stati Uniti, 1954)
- Silvesternacht - Ein Dialog, regia di Douglas Sirk (Germania, 1978)
- Donne e veleni (Sleep, My Love), regia di Douglas Sirk (Stati Uniti, 1948)
- Amanti crudeli (Slightly French), regia di Douglas Sirk (Stati Uniti, 1949)
- Sprich zu mir wie der Regen, regia di Douglas Sirk (Germania, 1975)
- Le colonne della società (Stützen der Gesellschaft), regia di Douglas Sirk (Germania, 1935)
- Temporale d'estate (Summer Storm), regia di Douglas Sirk (Stati Uniti, 1944)
- Portami in città (Take Me To Town), regia di Douglas Sirk (Stati Uniti, 1953)
- Il figlio di Kociss (Taza, son of Cochise), regia di Douglas Sirk (Stati Uniti, 1954)
- La prima legione (The First Legion), regia di Douglas Sirk (Stati Uniti, 1951)
- Elena paga il debito (The Lady Pays Off), regia di Douglas Sirk (Stati Uniti, 1951)
- Il trapezio della vita (The Tarnished Angels), regia di Douglas Sirk (Stati Uniti, 1957)
- Quella che avrei dovuto sposare (There's Always Tomorrow), regia di Douglas Sirk (Stati Uniti, 1956)
- La campana del convento (Thunder on the Hill), regia di Douglas Sirk (Stati Uniti, 1951)
- Come le foglie al vento (Written on the Wind), regia di Douglas Sirk (Stati Uniti, 1956)
- La prigioniera di Sidney (Zu neuen Ufern), regia di Douglas Sirk (Germania, 1937)
- Zwei Windhunde, regia di Douglas Sirk (Germania, 1934)

#### Homages
- La paura mangia l'anima (Angst essen Seele auf), regia di Rainer Werner Fassbinder (Germania, 1974)
- Douglas Sirk - Hope as in Despair, regia di Roman Hüben (Svizzera, Germania, Francia, 2022)
- Lontano dal paradiso (Far from Heaven), regia di Todd Haynes (Stati Uniti, 2002)
- Mirage de la vie, regia di Daniel Schmid (Svizzera, 1983)
- The Vanity Tables of Douglas Sirk, regia di Mark Rappaport (Stati Uniti, Francia, 2014)

### Locarno Kids
- Bombay Rose, regia di Gitanjali Rao (India, Francia, Regno Unito, Qatar)
- I Don't Wanna Dance, regia di Flynn von Kleist (Paesi Bassi)
- La Freccia Azzurra, regia di Enzo D'Alò (Italia, Svizzera, Germania, Lussemburgo)
- Il palloncino rosso (Le ballon rouge), regia di Albert Lamorisse (Francia)
- Leto kada sam naučila da letim, regia di Radivoje Andrić (Serbia, Croazia, Bulgaria, Slovacchia)
- Omar & Pincette, regia di Julien Sulser (Svizzera)
- Princesse Dragon, regia di Jean-Jacques Denis, Anthony Roux (Francia)
- Sihja - kapinaa ilmassa, regia di Marja Pyykkö (Finlandia, Paesi Bassi, Norvegia)
- Yuku et la fleur d'Himalaya (Yuku et la fleur d'Himalaya), regia di Arnaud Demuynck, Rémi Durin (Belgio, Francia, Svizzera)

### Semaine de la Critique
A cura dell'Associazione svizzera dei giornalisti cinematografici.
- Armotonta menoa - Hoivatyön lauluja, regia di Susanna Helke (Finlandia)
- Last Stop Before Chocolate Mountain, regia di Susanna Della Sala (Italia)
- Le fleuve n'est pas une frontière, regia di Alassane Diago (Francia, Senegal, Germania)
- The Visitors, regia di Veronika Lišková, (Repubblica Ceca, Norvegia, Slovacchia)
- Pisklaki, regia di Lidia Duda (Polonia)
- The DNA of Dignity, regia di Jan Baumgartner (Svizzera)
- Syndrom Hamleta, regia di Elwira Niewiera, Piotr Rosołowski (Polonia, Germania)

### Panorama Suisse
- Action, regia di Benoît Monney (Svizzera)
- Ala Kachuu - Take and Run, regia di Maria Brendle (Svizzera)
- Dans la nature, regia di Marcel Barelli (Svizzera)
- Drii Winter, regia di Michael Koch (Svizzera, Germania)
- Hugo in Argentina, regia di Stefano Knuchel (Svizzera)
- Love Will Come Later, regia di Julia Furer (Svizzera)
- Loving Highsmith, regia di	Eva Vitija (Svizzera)

## Giurie
In sede di conferenza stampa di presentazione del Festival sono state comunicate le Giurie:

### Concorso Internazionale
- Michel Merkt, produttore e consulente (Svizzera) - Presidente
- Prano Bailey-Bond, regista (Galles)
- Alain Guiraudie, regista (Francia)
- William Horberg, produttore e presidente emerito di Producers Guild of America (Stati Uniti)
- Laura Samani, regista (Italia)

### Cineasti del presente
- Annick Mahnert, produttrice (Svizzera)
- Gitanjali Rao, regista (India)
- Katriel Schory, produttore e consulente (Israele)

### Opera Prima
- Boo Junfeng, regista (Singapore)
- Shahram Mokri, regista e sceneggiatore (Iran)
- Madeline Robert, produttore (Francia)

### Pardi di domani
- Walter Fasano, regista (Italia)
- Azra Deniz Okyay, regista (Turchia)
- Ada Solomon, produttrice (Romania)

### Pardo Verde WWF
- Sonia I. Seneviratne, docente presso il Politecnico federale di Zurigo (Svizzera)
- Alessandro Rak, regista (Italia)
- Thierry Hugot, responsabile del Gruppo di studio sulla sostenibilità a Eurimages

## Premi
La cerimonia di premiazione si è tenuta il 13 agosto 2022 presso il GranRex Auditorium Leopard Club di Locarno:

### Concorso Internazionale
- Pardo d'oro: Regra 34 di Julia Murat
- Premio speciale della giuria: Gigi la legge di Alessandro Comodin
- Pardo d'argento per la miglior regia: Valentina Maurel per Tengo sueños eléctricos
- Pardo per la miglior interpretazione femminile: Daniela Marín Navarro per Tengo sueños eléctricos
- Pardo per la miglior interpretazione maschile: Reinaldo Amien Gutiérrez per Tengo sueños eléctricos

### Cineasti del presente
- Pardo d'oro Cineasti del presente: Svetlonoc di Tereza Nvotová
- Premio per il miglior regista emergente: Juraj Lerotić per Sigurno mjesto
- Premio speciale della giuria: Yak Tam Katia? di Christina Tynkevych
- Pardo per la migliore interpretazione femminile: Anastasia Karpenko per Yak Tam Katia?
- Pardo per la migliore interpretazione maschile: Goran Marković per Sigurno mjesto
- Menzione speciale: Den siste våren di Franciska Eliassen

### Opera prima
- Premio per la migliore opera prima: Sigurno mjesto di Juraj Lerotić
- Menzioni speciali:
  - Love Dog di Bianca Lucas
  - De noche los gatos son pardos di Valentin Merz

### Pardi di domani

#### Concorso Corti d'autore
- Pardino d'oro Swiss Life per il miglior cortometraggio d'autore: Big Bang di Carlos Segundo

#### Concorso internazionale
- Pardino d'oro SRG SSR per il miglior cortometraggio internazionale: Soberane di Wara
- Pardino d'argento SRG SSR per il Concorso Internazionale: Buurman Abdi di Douwe Dijkstra
- Premio per la migliore regia Pardi di domani – BONALUMI Engineering: Hardly Working di Total Refusal
- Premio Medien Patent Verwaltung AG: Mulika di Maisha Maene
- Menzione speciale: Madar tamame rooz doa mikhanad di Hoda Taheri
- Cortometraggio candidato del Locarno Film Festival agli European Film Awards: Buurman Abdi di Douwe Dijkstra

#### Concorso nazionale
- Pardino d'oro Swiss Life per il miglior cortometraggio svizzero: Euridice, Euridice di Lora Mure-Ravaud
- Pardino d’argento Swiss Life per il Concorso nazionale: Der Molchkongres di Matthias Sahli, Immanuel Esser
- Premio per la migliore speranza svizzera: Heartbeat di Michèle Flury

### Pardo Verde WWF
- Pardo Verde WWF: Matter Out of Place di Nikolaus Geyrhalter
- Menzioni speciali:
  - É Noite na América di Ana Vaz
  - Sermon to the Fish (Balıqlara xütbə) di Hilal Baydarov

### Premi giurie indipendenti
- Prix du Public UBS: Last Dance di Delphine Lehericey
- Variety Piazza Grande Award: Annie Colère di Blandine Lenoir
- Premio della Giuria ecumenica: Tales of the Purple House di Abbas Fahdel
- Premio della Giuria FIPRESCI: Stone Turtle di Woo Ming Jin
- Premio Europa Cinemas Label: Nação Valente di Carlos Conceição
- Premio Giuria dei giovani
  - Primo premio: Piaffe di Ann Oren
  - Secondo premio: Nação Valente di Carlos Conceição
  - Terzo premio: Serviam - Ich will dienen di Ruth Mader
  - Premio «L'ambiente è qualità di vita»: Sermon to the Fish (Balıqlara xütbə) di Hilal Baydarov
  - Premio miglior film del Concorso Cineasti del presente: Den siste våren di Franciska Eliassen
  - Menzione speciale: Petites di Julie Lerat-Gersant
  - Premio migliore cortometraggio del Concorso internazionale della sezione Pardi di domani: Hardly Working di Total Refusal
  - Premio migliore cortometraggio del Concorso nazionale della sezione Pardi di domani: Fairplay di Zoel Aeschbacher
  - Menzione speciale: Les Dieux du Supermarché di Alberto Gonzalez Morales
  - Premio della sezione Open Doors Shorts: Techos Rotos di Yanillys Pérez
- Premio Semaine de la Critique
  - Grand Prix: Syndrom Hamleta di Elwira Niewiera, Piotr Rosołowski
  - Premio Zonta Club Locarno: Armotonta menoa - Hoivatyön lauluja di Susanna Helke
  - Marco Zucchi Award: Pisklaki di Lidia Duda

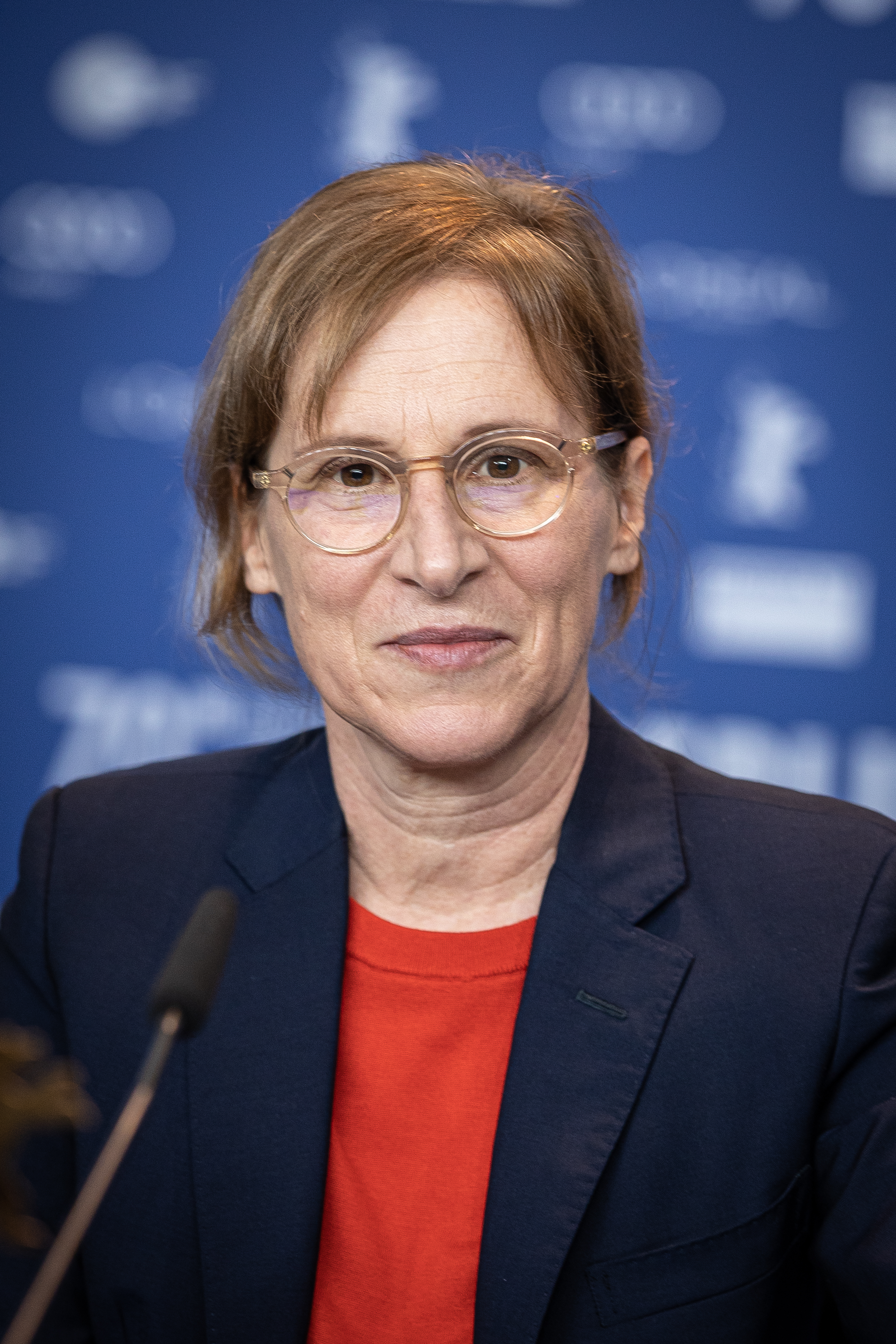
Kelly Reichardt, Pardo d'onore 2022

### Premi speciali
Il Festival celebra ogni anno personalità che hanno fatto la storia del cinema, scegliendole come testimoni per un dialogo tra film di ieri e di oggi.
- Pardo d'onore Manor: Kelly Reichardt[9]
- Pardo alla carriera Ascona-Locarno Turismo: Costa-Gavras[10]
- Premio Raimondo Rezzonico: Jason Blum[11]
- Vision Award Ticinomoda: Laurie Anderson[12]
- Lifetime Achievement Award: Matt Dillon[13]
- Locarno Kids Award la Mobiliare: Gitanjali Rao[14]
- Excellence Award Davide Campari: Aaron Taylor-Johnson[15]
- Leopard Club Award: Daisy Edgar-Jones[16]